# Aurela Gaçe
Aurela Gaçe (Llakatundi, Albanija, 16. listopada 1974.) je albanska pjevačica. Trostruka je pobjednica festivala pjesme Festivali i Këngës. Danas živi u New Yorku, SAD. 
Na natjecanju za Pjesmu Eurovizije 2011. je predstavljati Albaniju pjesmom Kënga ime. Pjesma je u prvoj polufinalnoj večeri 10. svibnja zauzela 14. mjesto, te se nije plasirala u završnicu.

## Glazba pojedinačno
- 2007. - Hape Veten
- 2009. - Mu thane syte
- 2009. - Jehonë (feat. West Side Family)
- 2009. - Bosh
- 2010. - Origjinale (feat. Dr. Flori i Marsel)
- 2010. - Kënga ime